# Strålsystem

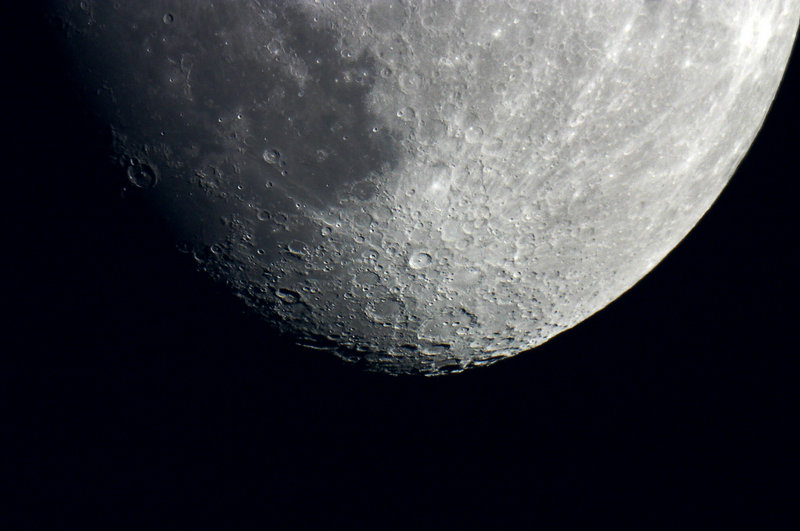
Bilden visar det framträdande strålsystemet som omger nedslagskratern Tycho på månen.

Ett strålsystem är de ljusa streck som går ut från nedslagskratrar. Dessa består av pulveriserat material som kastats ut vid nedslaget och bildandet av kratern. När materialet åter faller ned bildas strålsystemet. Troligtvis har fler kratrar än idag haft strålsystem men dessa har blivit mindre framträdande på grund av solvinden och på grund av nedslag från mindre meteoriter som vid nedslaget fått det mörkare materialet på månens yta att kastas upp och täcka strålsystemet.